# 剥き物

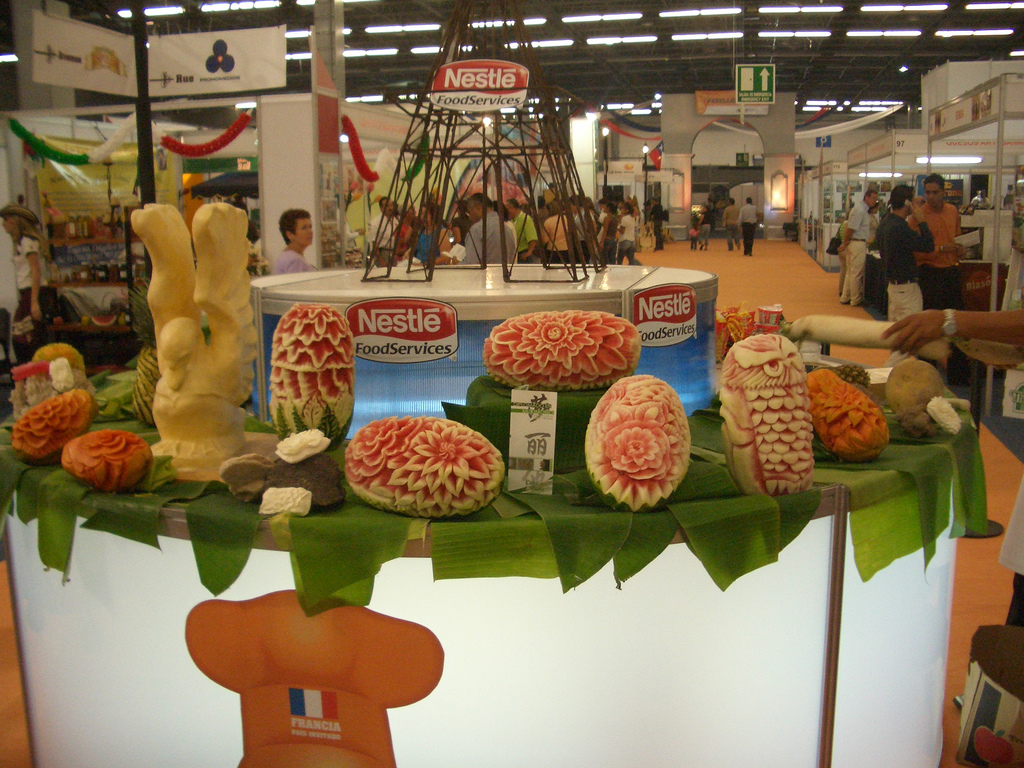
剥き物

剥き物（むきもの）とは、日本の伝統的な装飾的な付け合わせである。例として、果物や野菜の皮に花や鶴、亀、龍等の日本の伝統的な図柄を彫り入れたり、ダイコン、ニンジン、ナス等の野菜に花やねじれ形、扇形等の形にカービングするものがある。これらは通常、食事と同じ皿の上か、小さな脇皿に乗せて付け合わせとして提供される。剥き物は、この目的用にデザインされた鋭く薄いナイフを用いるタイ式フルーツカービングとは異なり、通常のキッチンナイフを用いて行われる。
剥き物の作成は、四季を感じる感じるための手段である。四季の味覚は料理の見栄えを良くし、味の向上にも大きな役割を果たす。